# Mexican Hayride
Mexican Hayride ist eine Musical Comedy mit der Musik und Gesangstexten von Cole Porter  und einem Buch von Herbert und Dorothy Fields. Die Uraufführung des von Michael Todd produzierten Stückes fand am 28. Januar 1944 im Winter Garden Theatre in New York statt. Zur Besetzung gehörten u. a. June Havoc und Vaudeville-Star Bobby Clark.

## Inhalt
Montana, eine berühmte amerikanische Stierkämpferin, hat Pech. Während der Amigo Americano Woche, einer Stierkampf Fiesta in Mexiko-Stadt, taucht ihr Schwager Joe Bascom auf, ein übler Gangster Boss, der nicht nur von seiner Frau gesucht wird. Um nicht ihren Ruf und ihre neue Beziehung zu dem gut aussehenden US-Diplomaten David Winthrop zu gefährden, deckt sie Bascom anfänglich. Der nutzt diese Hilfe, um mit seinen kriminellen Machenschaften fortzufahren, wobei ihn auch noch Montanas Agent Lombo Campos unterstützt. Die beiden fliegen natürlich auf und die nun einsetzende Verfolgungs- (und Verkleidungs)jagd entpuppt sich als Sightseeing Tour rund um Mexiko-Stadt…

## Bekannte Musiknummern
- I Love You
- Count Your Blessings

## Verfilmung
Der Film gleichen Namens von 1948 ist auf das Komiker-Duo Abbott und Costello zugeschnitten und hat mit dem Musical wenig gemein.